# Asterochernes
Genre
Asterochernes est un genre de pseudoscorpions de la famille des Chernetidae.

## Distribution
Les espèces de ce genre se rencontrent au Chili et en Argentine.

## Liste des espèces
Selon Pseudoscorpions of the World (version 3.0) :
- Asterochernes kuscheli Beier, 1964
- Asterochernes vittatus Beier, 1955

## Publication originale
- Beier, 1955 : Pseudoscorpione von den Juan-Fernandez-Inseln (Arachnida Pseudoscorpionida). Revista Chilena de Entomología, vol. 4, p. 205-220 (texte intégral).